# ادورد هاگارتی پری
ادورد هاگارتی پری (به انگلیسی: Edward Hagarty Parry) بازیکن فوتبال زادهٔ ۲۴ آوریل ۱۸۵۵ اهل کشور انگلستان که سابقهٔ بازی در تیم ملی فوتبال انگلستان را در کارنامهٔ خود دارد. وی در تاریخ ۱۸ ژانویه ۱۸۷۹ نخستین بازی ملی خود را در مقابل تیم ملی فوتبال ولز انجام داد و با حضور در ۳ بازی ملی، در تاریخ ۱۳ مارس ۱۸۸۲ واپسین بازی ملی‌اش را در برابر تیم ملی فوتبال ولز برگزار کرد.
این بازیکن توانسته در بازی‌های ملی، ۱ گل به ثمر برساند.